# Lorium
Lorium (łac. Dioecesis Loriensis) – stolica historycznej diecezji w Italii erygowanej ok. roku 480, a włączonej w roku 501 w skład diecezji Santa Rufina.
Starożytne miasto Lorium znajduje się obecnie w granicach administracyjnych Rzymu. Obecnie katolickie biskupstwo tytularne ustanowione w 1970 przez papieża Pawła VI.

## Biskupi tytularni
| Lp. | Biskup                     | Funkcja                                        | Od              | Do               |
| --- | -------------------------- | ---------------------------------------------- | --------------- | ---------------- |
| 1   | John Joseph McEleney       | emerytowany biskup Kingston (Jamajka)          | 1 września 1970 | 23 grudnia 1970  |
| 2   | Jean Jérôme Hamer          | urzędnik Kurii Rzymskiej                       | 14 czerwca 1973 | 25 maja 1985     |
| 3   | Ennio Appignanesi          | biskup pomocniczy Rzymu (Włochy)               | 3 lipca 1985    | 21 stycznia 1988 |
| 4   | Carlos Filipe Ximenes Belo | administrator apostolski Dili (Timor Wschodni) | 21 marca 1988   |                  |